# Gavere
Gavere är en kommun i Belgien.   Den ligger i provinsen Östflandern och regionen Flandern, i den västra delen av landet, 50 km väster om huvudstaden Bryssel. Antalet invånare är 12 443.
Trakten runt Gavere består till största delen av jordbruksmark. Runt Gavere är det tätbefolkat, med 343 invånare per kvadratkilometer.